# Fritiof Strandberg
Per Fritiof Strandberg, född 29 juli 1906 i Bollnäs, död 27 mars 1988 i Bollnäs, var en svensk målare och tecknare.

## Biografi
Strandberg var son till Frans Fritiof Strandberg och Margareta Östman, halvbror till Carl Deelsbo och gift med Mathilda Dorothea Pettersson. Han utbildade sig först till hantverksmålare och arbetade några år inom detta yrke fram till 1930-talet. Han studerade konst för Tor Bjurström vid Valands målarskola 1925 och vid Henrik Blombergs målarskola i Stockholm samt under ett stort antal studieresor till bland annat Danmark, Norge och Frankrike. Han räknas till en av de mest hängivna provinsskildrarna i Gävleborg med en saklig verklighetsuppfattning och nationalromantisk bildframställning. Separat ställde han ut i Norrköping 1942, på Olsens konstsalong i Göteborg 1946, Söderhamn 1948, Flekkeford 1950, Galleri S:t Nikolaus i Stockholm 1956, Vilhelmina 1966 och ett flertal gånger i Gävle. Tillsammans med Håkan Engström och Gustaf Nordin ställde han ut på De ungas salong i Stockholm 1944 och tillsammans med Nils Söderberg och Leoo Verde i Ljusdal 1946 samt med Mårten Andersson och Per Englund 1961. Han debuterade i en samlingsutställning på Hälsingestämman i Edsbyn 1924 och har därefter sedan mitten av 1940-talet regelbundet medverkat i utställningar arrangerade av Gävleborgs läns konstförening och Gävleborgsgruppens utställningar i Gävle samt ett flertal vandringsutställningar i länet. Han deltog i utställningen Gävleborgskonst som visades på Konstakademien 1939 och Sveriges allmänna konstförenings salonger i Stockholm. Vid sidan av sin konstnärliga verksamhet var han timlärare i teckning vid Bollnäs folkhögskola och högstadium i Bollnäs från 1954. Strandberg är representerad i Moderna museet, Riksförbundet för bildande konst, på Gävle museum och Hälsinglands museum.

### Fotnoter
1. 1 2  Paul Harnesk (red.), Vem är vem?, Vem är Vem Bokförlag, 1964, läs onlineläs online.[källa från Wikidata]
2. ↑  ”Moderna museet”. https://sis.modernamuseet.se/sv/people/1525/fritiof-strandberg/objects. Läst 17 maj 2022.